# Ланг, Пол Генри
Пол Генри Ланг (англ. Paul Henry Lang; 28 августа 1901, Будапешт — 21 сентября 1991, Лейквилл, штат Коннектикут) — американский музыковед и музыкальный критик венгерского происхождения.
Окончил Будапештскую академию музыки (1922), где среди его наставников были, в частности, Бела Барток и Золтан Кодай. Некоторое время играл на фаготе в различных венгерских оркестрах, затем в 1924 г. отправился изучать музыковедение и литературу сперва в Гейдельбергском университете, а затем в Париже. С 1929 г. жил в США, с 1933 года и до выхода на пенсию в 1970 году преподавал в Колумбийском университете. Среди учеников Ланга был ряд значительных фигур в области американской музыкальной критики — в частности, Ричард Тарускин.
На протяжении многих лет был музыкальным критиком газеты New York Herald Tribune (сменив в этой роли Вирджила Томсона), в 1945—1973 гг. редактировал журнал The Musical Quarterly. Выпустил ряд книг, из которой наибольшей известностью пользовалась монография «Музыка в западной цивилизации» (англ. Music in Western Civilization; 1941).
В 1955—1958 гг. возглавлял Международное музыковедческое общество.